# Kotthausen 3
Koordinaten: 51° 21′ 52″ N, 8° 40′ 55″ O
Kotthausen 3 ist eine Wüstung in der Gemarkung von Stormbruch in der nordhessischen Gemeinde Diemelsee. 

## Geographische Lage
Der Ort lag auf etwa 386 Meter über Normalhöhennull etwa 2 Kilometer nordwestlich von Stormbruch und knapp 2 Kilometer nordöstlich von Bontkirchen.

## Geschichte

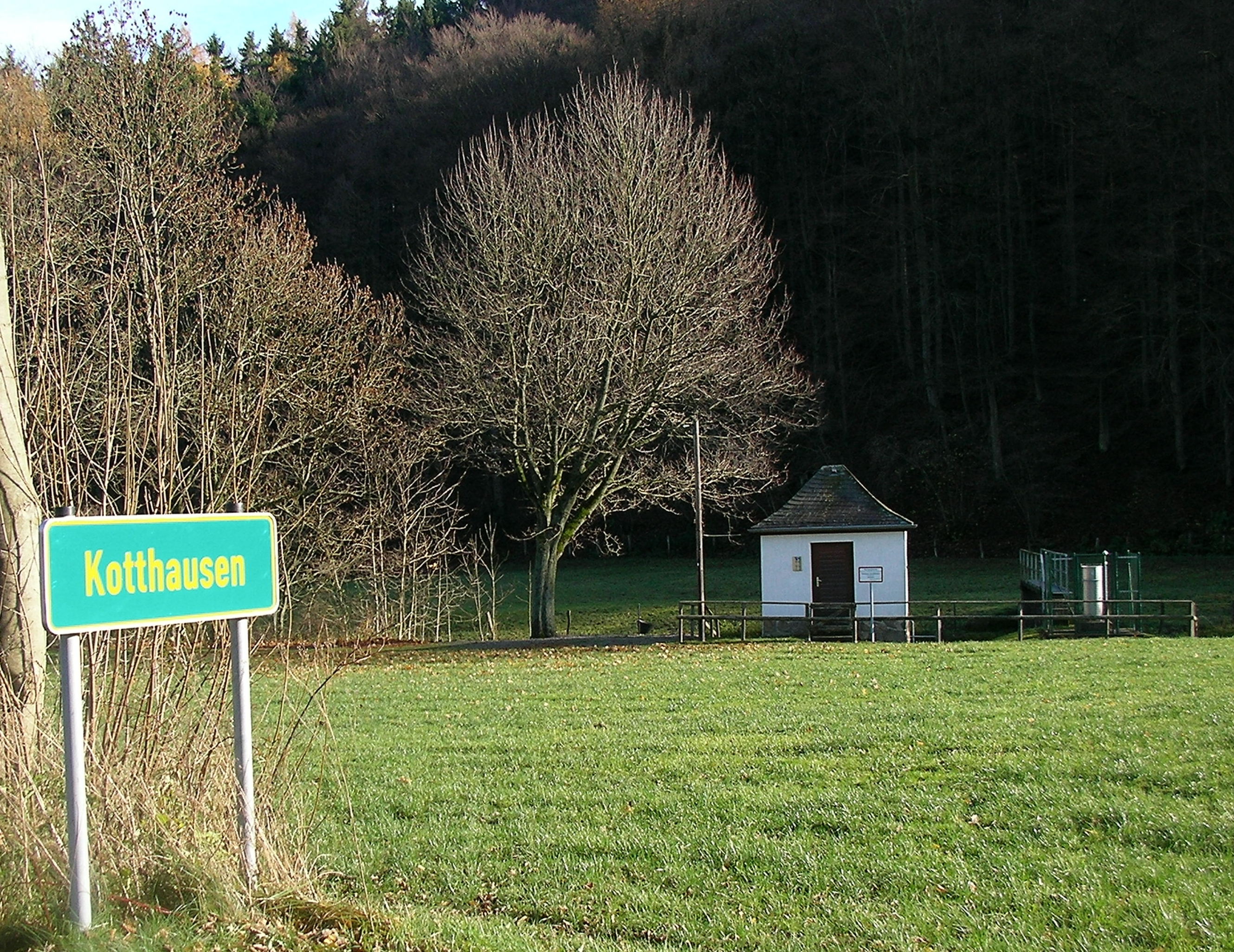
Itter-Pegel Kotthausen III, („Itter zur Diemel,, Kilometer: 3,40“)

Kotthausen 3 wurde im Jahre 1895 urkundlich mit einem Wohnhaus und mit acht Bewohnern erwähnt. Im 21. Jahrhundert befindet sich dort ein Bauernhof, der im Jahre 2008 niederbrannte und danach neu errichtet wurde. Im Bereich von Kotthausen 3 befindet sich der Itterpegel des Wasserstraßen- und Schifffahrtsamt Hann. Münden und eine Ortshinweistafel.